# 波克斯多夫 (巴伐利亚州)
波克斯多夫是德国巴伐利亚州的一个市镇。总面积5.17平方公里，总人口1499人，其中男性717人，女性782人（2011年12月31日），人口密度290人/平方公里。